# 갈고등어
갈고등어(Decapterus muroadsi)는 전갱이목 전갱이과에 속하는 물고기이다. 몸길이는 40cm로서 중형물고기에 속한다.

## 특징과 먹이
갈고등어는 이름에 고등어가 들어가지만 고등어목 고등어과의 어류가 아닌 전갱이목 전갱이과에 속하는 물고기로 우리가 아는 일반적인 고등어와는 별개의 다른 어종이다. 몸은 가늘고 긴 방추형이며 등지느러미는 2개로 멀리 떨어져 있고 제2등느러미는 기저의 길이가 매우 길며 꼬리자루와 뒷지느러미에는 각각 토막지느러미가 존재한다. 측선이 되는 옆줄을 기점으로 등쪽은 짙은 푸른색을 띄며 중앙에선 밝아지게 되고 배쪽은 은백색을 띈다. 주새개골의 끝에는 검은 얼룩의 점이 존재하며 모든 지느러미는 밝은색이거나 아예 무색투명하지만 꼬리지느러미는 고동색을 띈다. 옆구리에는 넓은 적갈색의 띠가 입의 끝에서 꼬리까지 세로로 그어진다. 위턱과 아래턱의 양쪽에 턱은 한 줄의 미세한 이빨들이 줄지어 나있으며 위턱에는 앞쪽에만 존재하고 입천장뼈와 혀의 뒤쪽에도 이빨이 있다. 먹이로는 멸치, 청어 정어리와 같은 작은물고기, 무척추동물, 플랑크톤을 섭이하는 육식성물고기이다.

## 서식지와 어획
갈고등어의 주요서식지는 남중국해, 서부 태평양과 인도양이며 그 중에서도 중국, 대한민국, 일본, 인도네시아, 오스트레일리아에서 가장 많은 개체수가 서식한다. 수심 20m까지의 얕은 해안에 서식하는 표해수대의 어류이다. 산란기는 5월~6월인 여름이 되고 산란기에 연안으로 와서 여러번을 거쳐 6만개의 알을 산란한다. 식용으로도 이용이 되는 어종인데 회, 소금구이, 튀김, 구이로 가장 많이 먹는 어종이다.

## 같이 보기
- 전갱이목
- 전갱이과